# Zlatý glóbus
Zlatý glóbus (angl. Golden Globe Award) je filmová a televizní cena udělovaná každý rok v lednu Asociací zahraničních novinářů v Hollywoodu (angl. Hollywood Foreign Press Association) v Los Angeles. Ceny jsou považovány za nejdůležitější vodítko před blížícím se rozdělováním filmových Oscarů. Cena byla poprvé udělena v roce 1944. V České republice a na Slovensku je možné již několik let sledovat Zlaté glóby prostřednictvím kanálu HBO (stejně jako předávání Oscarů).
První ročník udílení se konal na neformálním banketu ve studiích 20th Century Fox v lednu 1944 v Los Angeles. Stalo se tak na podnět britského novináře z Daily Mail, který společně se sedmi dalšími kritiky v říjnu 1943 založil organizaci sdružující novináře ze zahraničí působící v Hollywoodu v oblasti filmu. Zatím poslední ročník se konal 7. ledna 2018 v hotelu Beverly Hilton. Tam se slavnostní ceremonie odehrávají pravidelně od roku 1971, poprvé tam však byly ceny uděleny už na 18. ročníku 16. března 1961.

## Historie
Myšlenka o vzniku organizace sdružující kritiky se zrodila poprvé v roku 1928, kdy vznikla Hollywoodská asociace zahraničních korespondentů. Druhý pokus z roku 1935 s názvem Společnost zahraničních novinářů byl však taky neúspěšný. Vznik Asociace jakou známe dnes se datuje do října 1943, kdy osm žurnalistů rozhodlo o založení organizace, která by oceňovala filmové počiny za předešlý kalendární rok. První Glóby byly uděleny v lednu 1944 na neformálním obědě. Nejlepší herečkou se stala Jennifer Jonesová, nejlepším hercem Paul Lukas a nejlepším filmem Píseň o Bernadettě.
V roce 1951 rozhodla Asociace o udílení ceny za celoživotní přínos kinematografii a ocenění pojmenovala po významném producentovi a režisérovi Cecil B. DeMillovi, který se rok na to stal jejím prvním nositelem. V té době se však názory na podobu organizace různily a tak se část novinářů rozhodla založit Sdružení pro zahraniční tisk. Obě organizace fungovaly nadále a udílely ceny za filmové a televizní výkony. Vznikla taktéž cena Henrietta, kterou kritici pojmenovali po tehdejším prezidentovi nově vzniklého sdružení Henrym Grisovi, a která se udělovala nejpopulárnějším osobnostem filmu.
V padesátých letech se změnily i některé kategorie. Ta hlavní - film - se rozdělila na dva žánry - drama a komedie/muzikál. Totéž čekalo ženské a mužské herecké výkony v hlavních rolích. Taktéž se udělil první Zlatý glóbus za zahraniční film. Vítězem se staly De Sicovy Zloději kol.
Začátkem roku 1956 byly poprvé oceněny počiny v televizi. Obě organizace zastupující novináře se domluvily, že budou užívat jeden název a to Asociace zahraničních novinářů v Hollywoodu.
O dva roky později se ceremoniál poprvé přenášel televizí, ale pouze jen lokálně v oblasti Los Angeles. První skutečně celonárodní vysílání se událo v roce 1964 a potažmo v roce 1965. V obou případech byla show z Glóbů součástí televizního pořadu Andy Williams Show.
V roce 1963 organizace poprvé ohlásila Miss/Mr Golden Globe, která ji má reprezentovat a zároveň asistovat na slavnostním předání cen. Obvykle se jedná o dceru/syna známých rodičů. Seznam slavných asistentů obsahuje jména jako Melanie Griffith, Laura Dern, nebo Freddie Prinze, Jr. Tradice je udržována dodnes.
Zatím poslední změnou je kategorie Nejlepší animovaný film, který je v samostatné kategorii oceňován od roku 2007.

### Stávka v roce 2008
Rok 2008 poznamenala stávka hollywoodských scenáristů. Z toho důvodu se nekonal ceremoniál 65. Zlatých glóbů a vítězové byli vyhlášeni na tiskové konferenci v hotelu Beverly Hilton živě přenášené televizní sítí NBC.

## Cena Zlatý glóbus

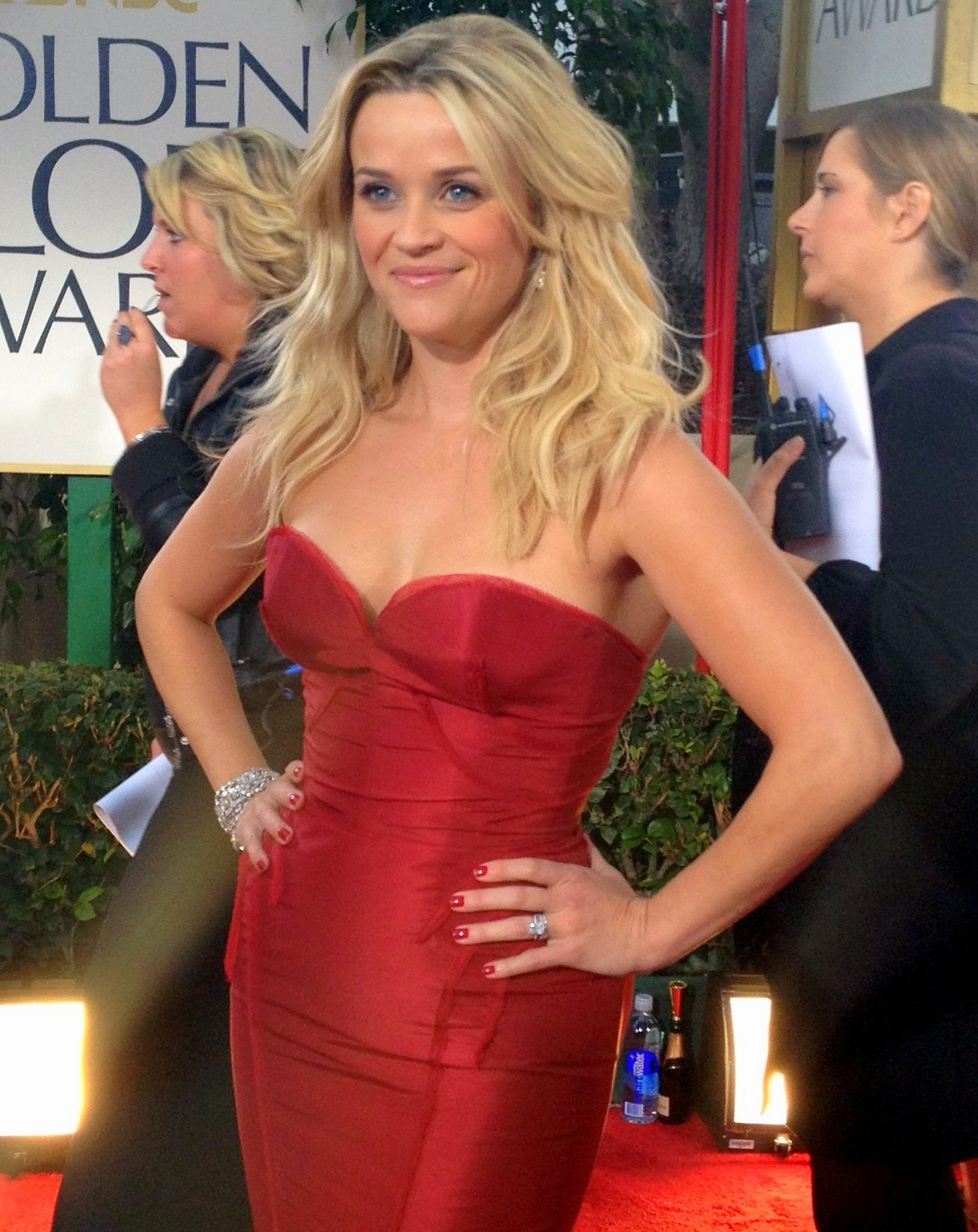
Držitelka Glóbu Reese Witherspoonová na udílení v roce 2012

Návrh podoby ocenění poprvé prezentoval tehdejší ředitel Marina Cisternas na konci roku 1945. Přišel s nápadem malé zeměkoule obtočené pásem filmového negativu na drobném podstavci. Soška Zlatého glóbu je přibližně 27 cm vysoká, váží kolem 2,5 kilogramu a šířka podstavce je necelých 9 cm. Je ze zinku a pozlacená 24-karátovým zlatem. Každé ocenění je vlastnoručně dokončené a uchovávané v boxu vyplněném červeným sametem.

## Nominace
Vyhlášení nominací na Zlatý glóbus se koná v prosinci. Asociace zahraničních novinářů dnes sdružuje 90 členů. Ti rozhodují o nominacích na cenu v 25 kategoriích (14 za filmové a 11 za televizní počiny). Komise režisérů HFPA uděluje ještě cenu Cecila B. DeMilla za celoživotní přínos filmu.
Hlasování má dvě fáze - nominační a finální. V té první každý novinář napíše do hlasovacího lístku pět nominovaných počinů ve všech kategoriích. Ve druhé fázi, která následuje po zveřejnění nominací, se do finálního hlasovacího lístku napíše pouze jeden navržený výkon. Sčítání lístků má na starosti firma k tomu vybraná. Výsledky hlasování se sdělují na slavnostním ceremoniálu.

## Ceremoniál
Slavnostní večer spojený s rozdáváním cen se koná většinou na začátku roku, měsíc před udílením Oscarů. Už druhý ročník Zlatých glóbů v roce 1945 byl slavnostní. Do roku 1958 cenu předávali samotní novináři. V tom roce se na ceremoniálu podílela skupina Rat Pack složená z osobností jako Frank Sinatra, Dean Martin, a Sammy Davis, kteří udílení povýšili na zábavní večer. Rok na to si svůj úspěch zopakovali.
V roce 2008 se ceremoniál z důvodu stávky scenáristů nekonal.
Poslední tři ročníky moderovala dvojice hereček Tina Fey a Amy Poehler.

## Kategorie udělovaných cen

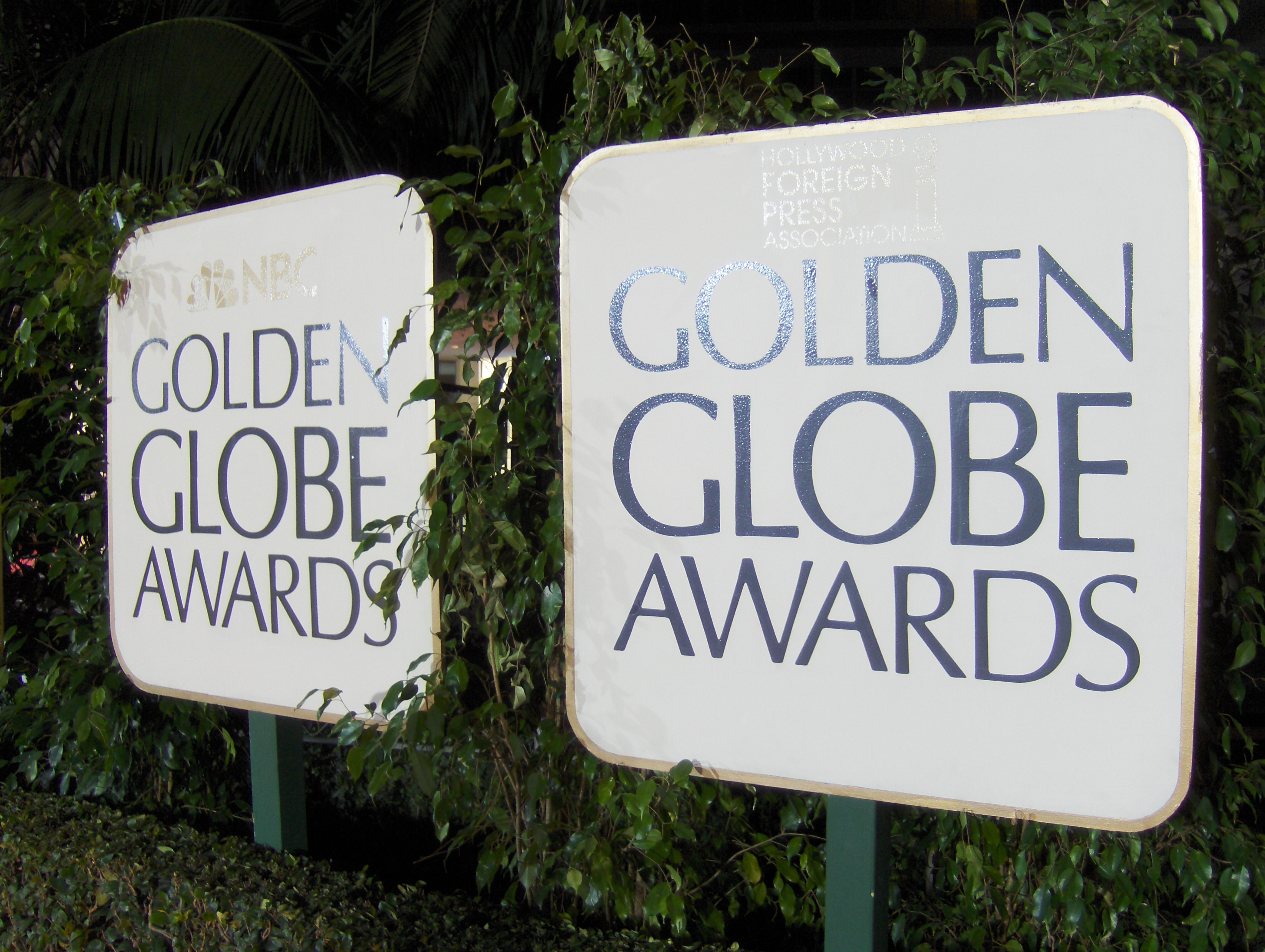
Zlatý glóbus

V průběhu historie se kategorie a jejich názvy měnily. V současné době jsou Zlaté glóby udělovány v patnácti filmových a jedenácti televizních kategoriích.
- filmové
  - Nejlepší film (drama)
  - Nejlepší film (komedie / muzikál)
  - Nejlepší herečka (drama)
  - Nejlepší herečka (komedie / muzikál)
  - Nejlepší herec (drama)
  - Nejlepší herec (komedie / muzikál)
  - Nejlepší herečka ve vedlejší roli
  - Nejlepší herec ve vedlejší roli
  - Nejlepší režie
  - Nejlepší scénář
  - Nejlepší hudba
  - Nejlepší filmová píseň
  - Nejlepší celovečerní animovaný film
  - Nejlepší cizojazyčný film
  - cena Cecila B. DeMilla (za celoživotní přínos)

- televizní
  - Nejlepší seriál (drama)
  - Nejlepší seriál (komedie / muzikál)
  - Nejlepší minisérie nebo TV film
  - Nejlepší herečka v seriálu (drama)
  - Nejlepší herečka v seriálu (komedie / muzikál)
  - Nejlepší herečka v minisérii nebo TV filmu
  - Nejlepší herec v seriálu (drama)
  - Nejlepší herec v seriálu (komedie / muzikál)
  - Nejlepší herec v minisérii nebo TV filmu
  - Nejlepší herečka ve vedlejší roli
  - Nejlepší herec ve vedlejší roli

- neexistující
  - Nejlepší dokument
  - Nejlepší zahraniční (anglicky mluvící) film
  - Nejlepší film podporující porozumění mezi národy
  - Nejlepší kamera
  - Objev roku - herečka/herec
  - Zvláštní cena
  - Henrietta Award (Nejoblíbenější herečka/herec)

## Rekordy a zajímavosti

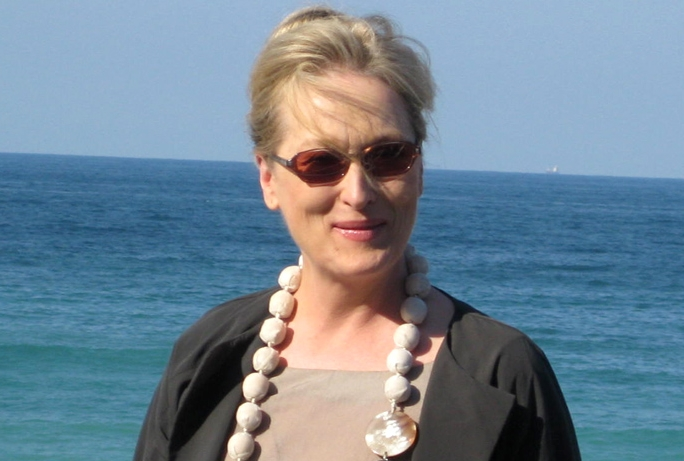
Rekordmanka Meryl Streep

V hereckých kategoriích drží rekord Meryl Streepová, která cenu vyhrála osmkrát. Za ní jsou v závěsu se šesti Jack Nicholson, Angela Lansburyová a Alan Alda. V počtu nominací je na prvním místě opět herečka Meryl Streep, která jich obdržela už osmadvacet. Mužské pohlaví zastupuje Jack Lemmon, který byl na Glóbus navržen dvaadvacetkrát. U snímků drží prvenství se šesti Glóby filmy Lawrence z Arábie a Přelet nad kukaččím hnízdem. Druhý jmenovaný snímek je taky jediný, který vyhrál v pěti hlavních kategoriích - film, režie, scénář a hlavní herecké kategorie. Nashville byl nominovaný na jedenáct cen, získal však jedinou a to za nejlepší píseň.
Nejmladším držitelem se stal Ricky Schroeder, který v lednu 1980 vyhrál v kategorii objev roku herec. V té době mu bylo devět let. Nejstarším je herec Christopher Plummer. Bylo mu 82 let, když získal Glóbus za film Začátky.
Nejvíce nominací v průběhu jednoho večera získal Jamie Foxx, který byl v roce 2005 nominovaný třikrát za filmy Ray (herec v hlavní roli; cenu získal), Collateral (vedlejší herec ve filmu) a Redemption: The Stan Tookie Williams Story (herec v minisérii nebo TV filmu).
I když nejvíce hereckých cen vyhrála Meryl Streep, pokud by se do statistiky započetly veškeré ceny, i ty speciální, tak je rekordmankou Barbra Streisand. Asociace ji ocenila celkem desetkrát.

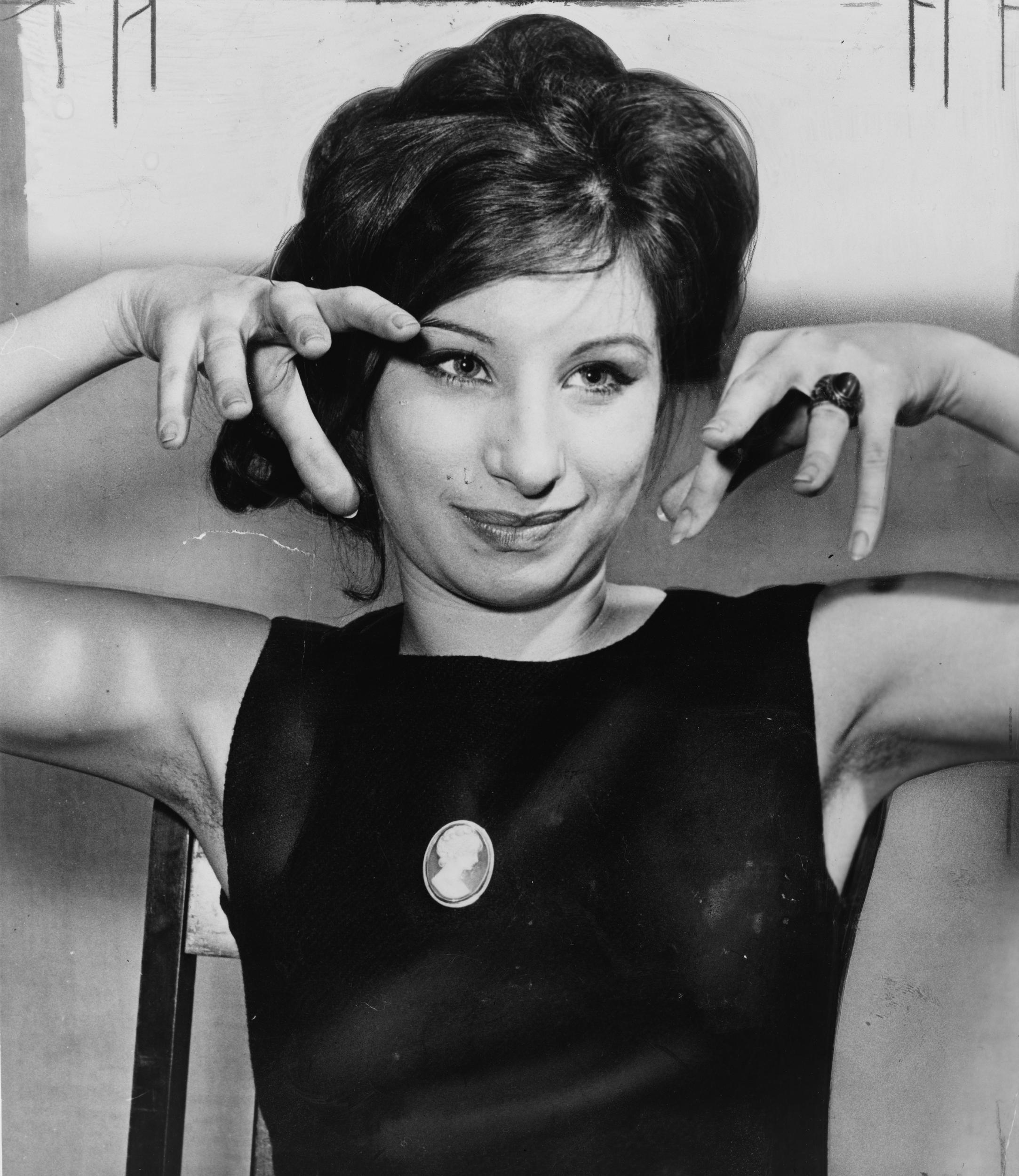
Barbra Streisand

Pouze 4 herečky vyhrály dva Glóby během jednoho večera (ještě nikdy herec):
- Sigourney Weaver v roce 1989
  - Herečka v dramatu – Gorily v mlze
  - Vedlejší herečka ve filmu – Podnikavá dívka
- Joan Plowright v roce 1993
  - Vedlejší herečka ve filmu – Čarovný duben
  - Vedlejší herečka v televizi – Stalin
- Helen Mirrenová v roce 2007
  - Herečka v dramatu – Královna
  - Herečka v minisérii nebo TV filmu – Královna Alžběta
- Kate Winsletová v roce 2009
  - Herečka v dramatu – Nouzový východ
  - Vedlejší herečka ve filmu – Předčítač

## Skandály

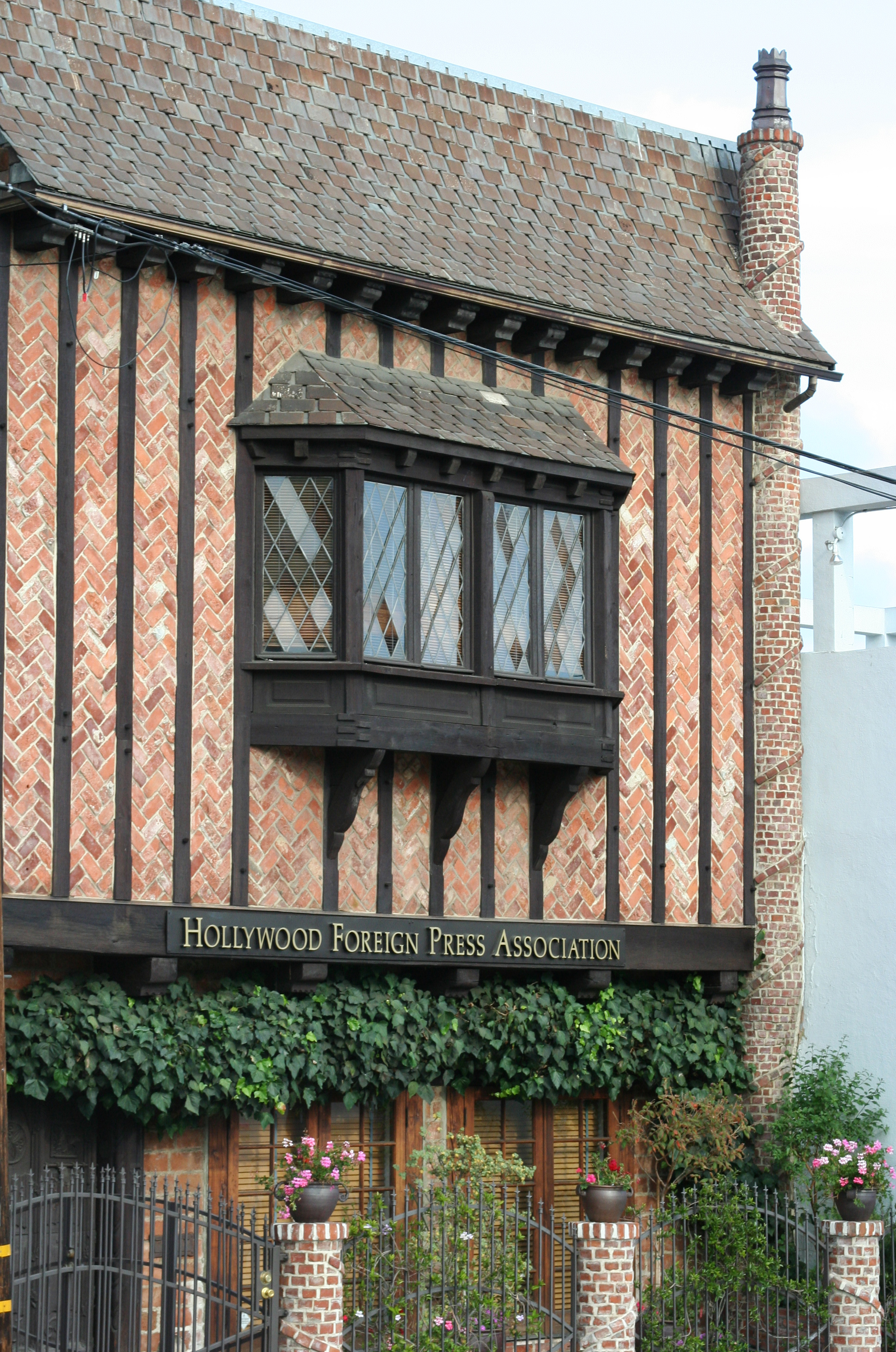
Sídlo Asociace

Asociace zahraničních novinářů v Hollywoodu a Zlatý glóbus jako takový čelili v historii své existence několikrát skandálům.

### NBC kontrakt
Spolupráce mezi televizí NBC a Asociací trvala deset let. Televize vysílala první lokální, i celonárodní záznam z udílení cen. Americká federální agentura pro komunikační prostředky v roce 1968 prohlásila, že „novináři lživě informují o svém hlasování“. To mělo znamenat, že pokud měl jistý umělec vyhrát a ten se na ceremoniálu neobjevil, tak organizátoři změnili na poslední chvíli výsledky. Agentura dokonce obvinila NBC ze spoluviny. Ta přestala vysílat přenos z udělování cen až v roce 1974.

### Objev rokuPia Zadora
V roce 1982 byla za svůj výkon ve filmu Butterfly oceněná herečka Pia Zadora v kategorii Objev roku - herečka/herec. Krátce poté vyšlo najevo, že cena měla být výměnou za různé laskavosti. Její bohatý manžel Meshulam Riklis totiž zaplatil členům Asociace soukromý let a pozval je do svého kasína v Las Vegas. Dokonce je měl pozvat do soukromého sídla a tam film se Zadorou, který sám produkoval, promítnout. Premiéra filmu byla totiž plánována až na začátek února toho roku . Tím pádem by se herečka nemohla podle pravidel ucházet o objev roku. Mimo to, slavná Pia Zadora měla svůj debut již za sebou a to ve filmu Santa Claus Conquers the Martians.

### Dar od Sharon Stone
V roce 1999 dostal každý člen Asociace od Sharon Stone hodinky v hodnotě 400 $ údajně proto, aby si pojistila nominaci za film Múza v kategorii komediální herečka. Všichni novináři dárek vrátili..

### FilmyCizinec&Varieté
Na konci roku 2010 vyvolaly rozpaky nominace nejlepší komedie/muzikálu, v seznamu kterých se objevily dva novináři dosti kritizované snímky, Cizinec a Varieté. Vyšlo najevo, že studio Sony, které mělo Cizince v distribuci, zaplatilo výlet některým členům HFPA do Las Vegas. Ten měl být ukončen soukromým vystoupením zpěvačky Cher, která ve Varieté hrála hlavní roli.